# Georges Du Fresne
Georges Du Fresne (né Georges Chan) le 30 novembre 1984 à Strasbourg est un acteur français.

## Biographie
Il commence sa carrière comme enfant acteur à l'âge de 12 ans. Pratiquant la danse classique, il a utilisé cette compétence dans plusieurs de ses rôles. Sa sœur jumelle, Camille Du Fresne, a été elle aussi une jeune comédienne, on la retrouve notamment dans le film de Robert Enrico Fait d'hiver, sorti en 1999. Il poursuit des études d'architecture à l'Université de Strasbourg. Devenu adulte, il n'est plus réapparu dans l'industrie cinématographique et audiovisuelle.

## Filmographie

### Cinéma
- 2005 : J'aurais voulu être un danseur : Alexandre
- 1999 : Le Temps retrouvé : Marcel Proust enfant (sa sœur Camille joue Gilberte enfant)
- 1998 : L'Inconnu de Strasbourg : Allumet
- 1997 : Ma vie en rose : Ludovic Fabre

### Télévision
- 2001 : Joséphine, ange gardien (épisode La Tête dans les étoiles) : Jérôme
- 2000 : L'Oncle Paul : Franck
- 1998 : La Vie d'un autre : Renaud
- 1997 : Le Monde d'Angelo : Angelo
- 1997 : Les Pédiatres (mini-série) : Arthur (sa sœur Camille joue Samantha)

## Distinctions
En 2007, il reçoit à Cologne l'European Tolerance Award pour le film Ma vie en rose